# Philip Bond
Philip John Bond (Lancashire, 11 luglio 1966) è un fumettista britannico, divenuto noto alla fine degli anni ottanta sulla rivista Deadline e successivamente attraverso alcune collaborazioni con altri autori britannici per la linea Vertigo della DC Comics.

## Biografia
Nacque a Lancashire, in Inghilterra nel 1966, figlio di un predicatore protestante. Le sue prime opere pubblicate risalgono al 1987. Atomtan, dove Bond esordì come autore, era una fanzine autopubblicata creata con gli autori di Tank Girl, Alan Martin e Jamie Hewlett, insieme a Luke Whitney e Jane Oliver. Il talento di Bond per l'anatomia esagerata e le pose dei personaggi, lo portarono rapidamente a ottenere un lavoro professionale, per lo più con la rivista Deadline, per la quale realizzò serie come Wired World. A questo seguì l'inclusione di alcuni lavori nell'antologia A1 edita dalla Atomeka Press; Bond partecipò al n. 2 (con Hewlett) e al 3 (in una storia scritta e illustrata da Bond intitolata "Endless Summer").